# Křepice, Břeclav
Křepice là một làng thuộc huyện Břeclav, vùng Jihomoravský, Cộng hòa Séc.